# Dzwonek szczeciniasty
Dzwonek szczeciniasty (Campanula cervicaria L.) – gatunek rośliny z rodziny dzwonkowatych. Występuje w strefie umiarkowanej Eurazji – od Hiszpanii na zachodzie po Mongolię i środkową Syberię na wschodzie. W Polsce rośnie na niżu i pogórzu. Występuje częściej w rejonie Wyżyny Lubelskiej i wzdłuż doliny Bugu, Wyżyny Małopolskiej, w Sudetach i Beskidach. W kierunku północno-zachodnim staje się coraz rzadszy.

## Morfologia

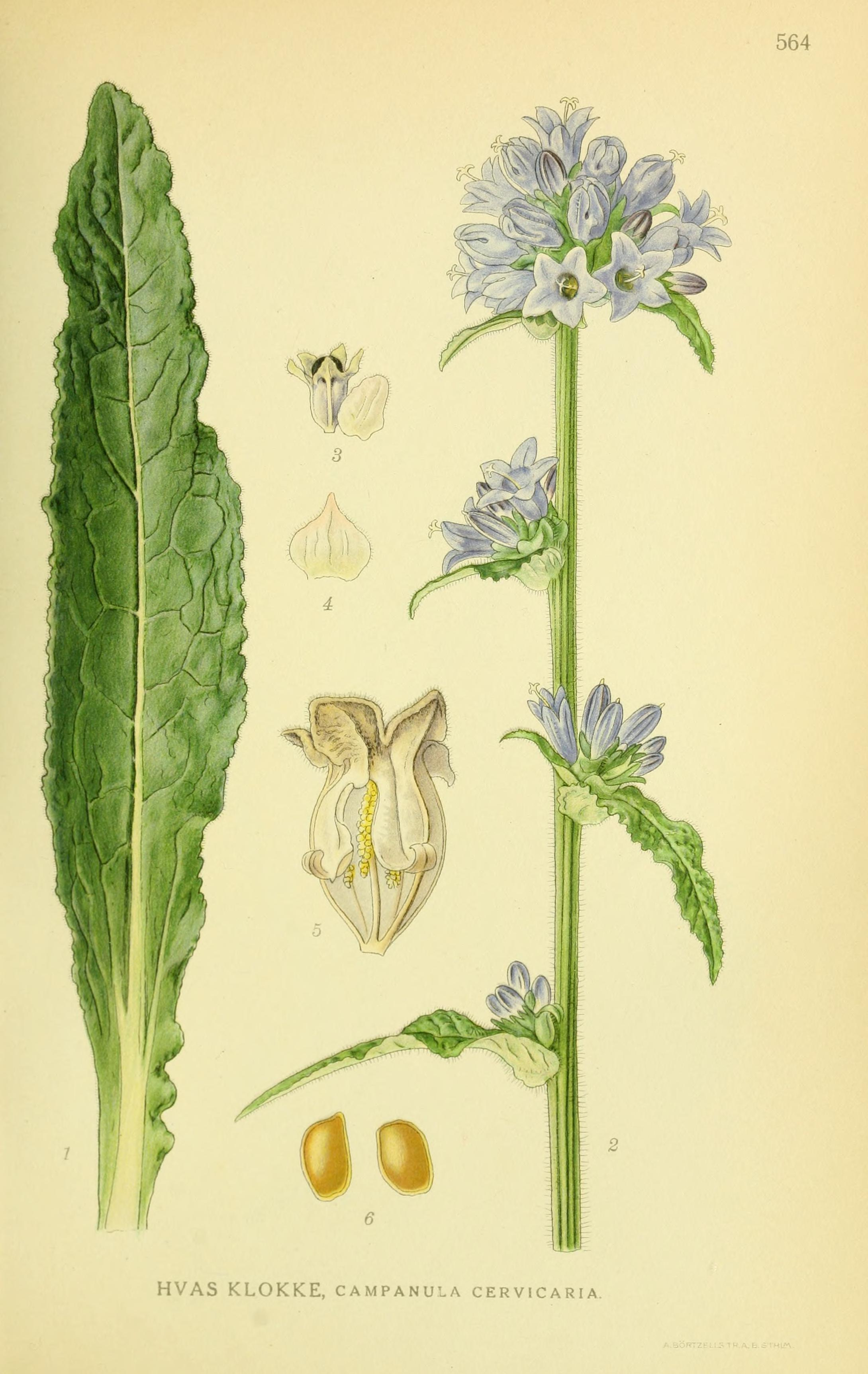
Morfologia

PokrójRoślina zielna z tęgim, pionowym korzeniem i prosto wzniesioną łodygą, choć często też nieco powyginaną, nieregularnie kanciastą, szczeciniasto, odstająco i kłująco owłosioną, osiągającą do 1 m wysokości.
LiścieRównowąsko lancetowate, dolne zwężone stopniowo w ogonek, górne siedzące, nieco tylko zwężone u nasady. Blaszki na brzegu drobno i tępo piłkowano karbowane, często faliste. Liście podobnie jak łodyga są szczeciniasto, odstająco, kłująco owłosione.
KwiatyBardzo krótkoszypułkowe, zebrane w zbite główki na szczycie łodygi poza tym w mniejszych pęczkach w kątach najwyższych liści. Skupienia kwiatów wsparte są jajowato trójkątnymi liśćmi okrywy, krótszymi od kwiatów. Kielich z 5 tępymi ząbkami. Korona kwiatu dzwonkowata, niebieska, długości do ok. 2,5 cm. Szyjka słupka wystaje z korony.
OwoceTorebki z jasnymi, żółtobrunatnymi nasionami.
Gatunek podobnyW Europie Środkowej skupione w pęczki kwiaty na szczycie pędu ma także dzwonek skupiony Campanula glomerata, który różni się: wyraźnym przejściem między blaszką i ogonkiem liściowym w dolnych liściach; łodygą miękko owłosioną; ostrymi działkami kielicha, koroną fioletową; szyjką słupka krótszą od korony.

## Biologia i ekologia
Roślina dwuletnia lub krótkowieczna bylina, zamierająca po owocowaniu (gatunek semelparyczny). Kwitnie od czerwca do sierpnia, hemikryptofit. Rośnie w okrajkach, świetlistych lasach i zaroślach, na zboczach i przydrożach.

## Zagrożenia i ochrona
Roślina umieszczona w Polskiej czerwonej księdze roślin w grupie gatunków o stopniu zagrożenia trudnym do określenia (DD).  Tę samą kategorię posiada na polskiej czerwonej liście.